# 朴槿惠政府文化艺术界黑名单
朴槿惠政府文化艺术界黑名单（韓語：박근혜 정부의 문화예술계 블랙리스트 / 朴槿惠 政府의 文化藝術界 Black List）是2015年5月，朴槿惠担任大韩民国总统期间为了打击异议艺人而提供给韩国文化体育观光部的名单，名单中共涉及韩国9473名艺人。朴槿惠政府要求不得向相关艺人提供资金支持，并对其拍摄申请进行限制。受牵连的艺人主要参与了世越号沉没事故期间签名对朴槿惠政府进行批评或在总统选举和市长选举中支持在野党候选人。2016年10月，韩国媒体首次曝光了该黑名单的存在。2017年1月21日，文化体育观光部部长赵允旋和青瓦台秘书室长金淇春因涉案被逮捕。2018年1月，韩国首尔高等法院二审判处赵允旋两年监禁，金淇春四年监禁。
朴槿惠的律师团队则否认该名单的存在。

## 受影响人物
- 宋康昊，因出演电影《辩护人》
- 金惠秀
- 朴赞郁
- 河智苑
- 朴明洙
- 金濟東
- BTS[3]
- 韩江